# سیارک ۱۴۲۰۸۴
سیارک ۱۴۲۰۸۴ (به انگلیسی: 142084 Jamesdaniel، نامگذاری:2002QU47) صد و چهل و دو هزار و هشتاد و چهارمین سیارک کشف شده‌است که در ۲۹ اوت ۲۰۰۲ کشف شد.